# Politischer Gefangener
Ein politischer Gefangener, auch politischer Häftling, ist eine Person, die aus politischen oder weltanschaulichen Gründen in Haft ist. Dies erstreckt sich nicht nur auf Personen, die wegen Meinungsdelikten oder im jeweiligen Staat verbotener politischer Aktivitäten festgehalten werden, sondern auf alle Fälle, bei denen politische Einstellung oder politische Aktivitäten des Gefangenen maßgeblichen Einfluss auf die Strafzumessung hatten. Die Unterscheidung zwischen politischen und legitimen Gefangenen ist auf rechtspositivistischer Basis nicht eindeutig.
Die Haltung politischer Gefangener ist eine typische Methode politischer Verfolgung.

## Definition
Stefan Trechsel, Professor für Strafrecht an der Universität Zürich und ehemaliger Präsident der Europäischen Menschenrechtskommission, definiert politische Gefangenschaft unter anderem damit, dass sie sich beispielsweise auf Personen [bezieht], bei denen das Strafmaß, gemessen an der begangenen Straftat, aus politischen Gründen unverhältnismäßig hoch ausgefallen ist. Oder aber auf Gefangene, die aus politischen Gründen misshandelt wurden oder keinen entsprechenden rechtlichen Beistand erhalten haben.
Der Europarat sieht eine um ihre Freiheit gebrachte Person als politischen Gefangenen an, wenn eine der folgenden Bedingungen erfüllt ist:
- die Festnahme verletzt fundamentale Garantien, die in der Europäischen Menschenrechtskonvention festgeschrieben sind, insbesondere Gedankenfreiheit, Religionsfreiheit, Meinungsfreiheit, Informationsfreiheit, Versammlungsfreiheit und Koalitionsfreiheit
- die Verhängung der Haftstrafe erfolgte aus rein politischen Gründen, ohne Verbindung zu einer strafbaren Handlung
- die Länge oder die Umstände der Inhaftierung sind aus politischen Motiven offensichtlich unverhältnismäßig in Bezug auf das Vergehen, dessen die Person verdächtig ist oder schuldig befunden wurde
- die Person wird aus politischen Motiven im Vergleich zu anderen Inhaftierten auf diskriminierende Weise behandelt
- die Inhaftierung ist Resultat eines offensichtlich unfairen Verfahrens, bei dem politische Motive der Staatsgewalt angenommen werden können[2]

Die Einschätzung, ob eine konkrete Person als politischer Gefangener einzustufen ist, ist häufig umstritten und variiert je nach politischem Standpunkt. Aus westlich-demokratischer Sicht werden in der Regel solche Häftlinge als politische Gefangene begriffen, die wegen ihrer Opposition gegen ein diktatorisches Regime inhaftiert sind (Dissidenten). Nach diesem Verständnis werden Personen, die aufgrund von ideologisch begründeten Gewalttaten (Terrorismus) in Haft sind, nicht als politische Gefangene betrachtet.
Der UN-Zivilpakt schließt in Art. 19 und 26 eine Verurteilung aufgrund politischer Ansichten aus und sichert allen Menschen das Recht auf freie Meinungsäußerung zu. Demzufolge verstößt eine politische Inhaftierung gegen internationales Recht, weswegen sich die Bezeichnung zu einem politischen Kampfbegriff entwickelt hat. Im Zusammenhang mit der Verurteilung von Mitgliedern der Rote Armee Fraktion wegen Mitgliedschaft in einer terroristischen Vereinigung wurde in den 1970er Jahren in der Bundesrepublik Deutschland von RAF-Sympathisanten von „politischer Gefangenschaft“ der in der JVA Stammheim Inhaftierten gesprochen.
Die Unterscheidung zwischen politischen und legitimen Gefangenen ist auf rechtspositivistischer Basis nicht eindeutig, da fast alle Staaten die Inhaftierungen, die von außen als politisch kritisiert werden, durch entsprechende Straftatbestände abgedeckt haben. Ob ein Gefangener ein politischer ist, kann daher meist nur dadurch beurteilt werden, dass die Legitimität des der Inhaftierung zugrundeliegenden Gesetzes anhand überpositiver Maßstäbe bewertet wird.
In vielen Ländern hatten politische Gefangene historisch einen privilegierten Status gegenüber „gewöhnlichen“ Kriminellen.
In Deutschland wurden bis zum Ende der Weimarer Republik wegen politischer Vergehen Verurteilte in der Regel nicht zur Kerkerhaft oder Zuchthaus, sondern zur Festungshaft verurteilt, die als weniger ehrenrührig galt und allgemein auch bessere Haftbedingungen bot.
In der DDR waren politische Gefangene  häufig Repressionen des Gefängnispersonals sowie Maßnahmen der sogenannten „Operativen Psychologie“ durch die Staatssicherheit ausgesetzt, was zu zahlreich dokumentierten physischen und psychischen Folgeschäden, insbesondere posttraumatischen Belastungsstörungen, führte.
Im Zuge der Kommunistenverfolgung in der Bundesrepublik Deutschland gab es auch dort politische Gefangene.
Organisationen, die sich für politische Gefangene einsetzen, sind insbesondere Amnesty International, Human Rights Watch, die Rote Hilfe sowie die Fédération internationale des ligues des droits de l’Homme, Wjasna. Im Oktober 2021, gegen Ende der Proteste in Belarus 2020–2021, waren dort (laut Wjasna) über 800 Menschen politisch gefangen.

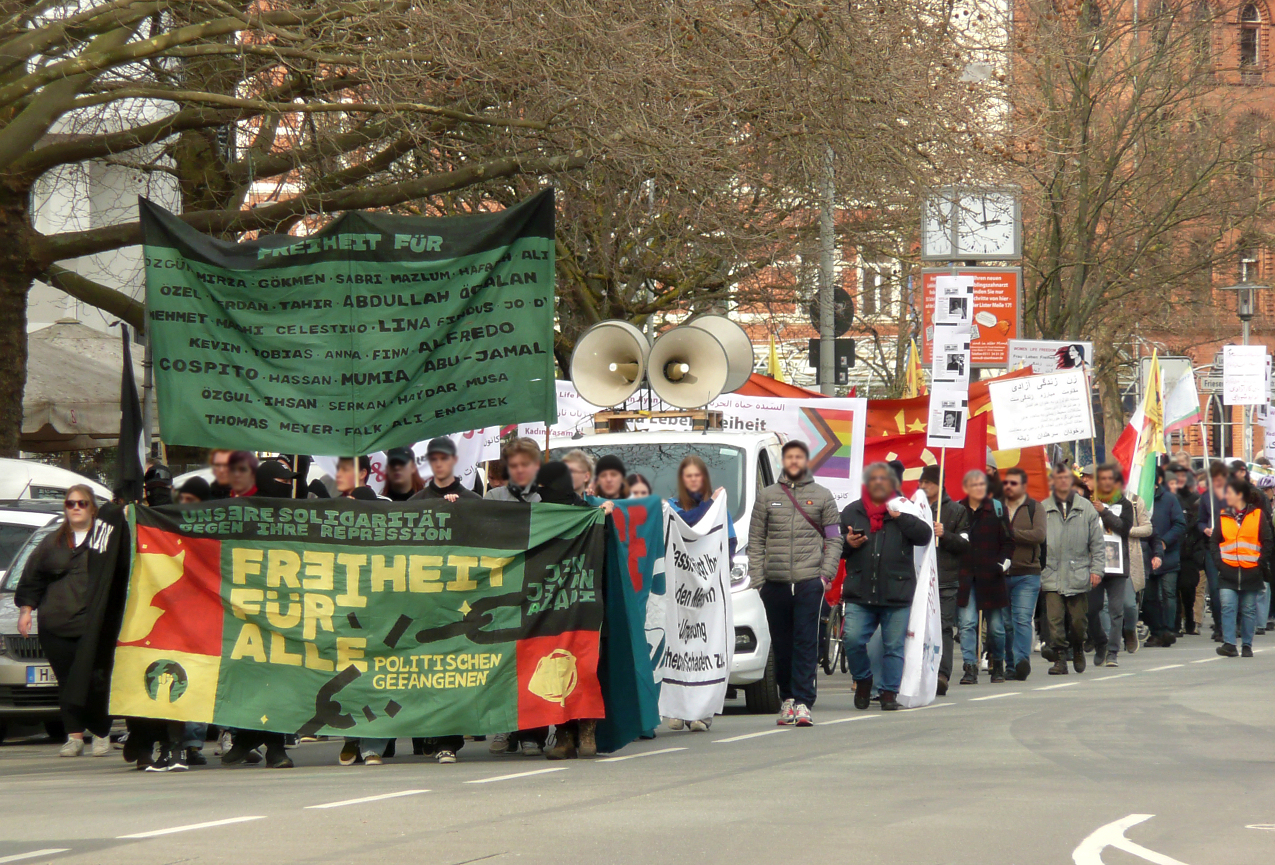
Demonstration in Hannover zum Tag der politischen Gefangenen, 2023

## Tag der politischen Gefangenen
Viele Länder begehen den 18. März als Tag der politischen Gefangenen vor allem mit Veranstaltungen, Demonstrationen, Sonderausgaben von Zeitungen und Zeitschriften, Vorträgen und Filmvorführungen.

## „Politische“ als Häftlinge in Konzentrationslagern
Im Nationalsozialismus waren politische Gefangene massiven Repressionen ausgesetzt. Im NS-Staat kam eine steigende Anzahl an Personen wegen des Vorwurfs politischer Delikte, der Zugehörigkeit zu Parteien und parteinahen Organisationen oder auch nur aufgrund ihrer Herkunft in die Konzentrationslager. Der Begriff Schutzhaft war dazu ein vielfach verwendeter Euphemismus. Besonders mit Beginn des Zweiten Weltkriegs stieg daneben die Anzahl der Todesurteile von Sondergerichten (Volksgerichtshof) aus solchen Gründen, der oft nur vermuteten Widerständigkeit stetig.

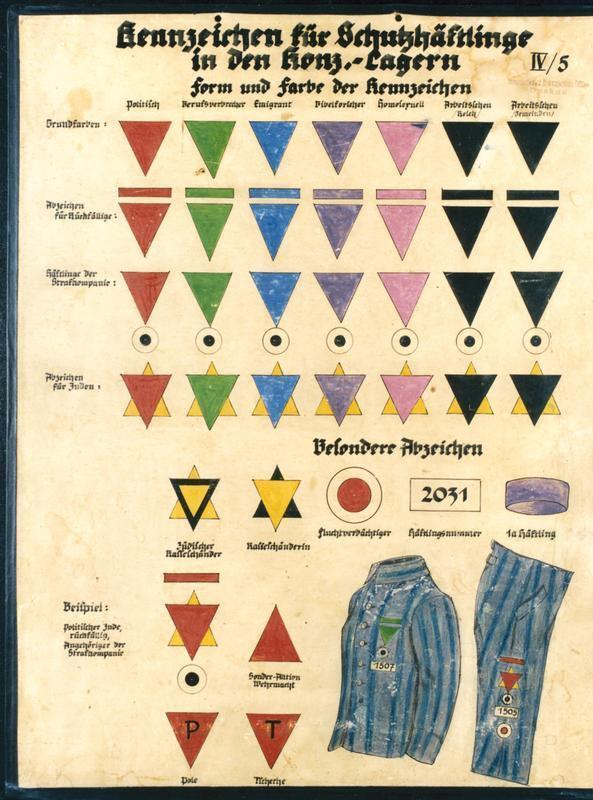
Kategorisierung und Kennzeichnung von Häftlingen in Konzentrationslagern

Der dreieckige Rote Winkel auf der KZ-Häftlingskleidung diente in der Lagersprache ebenfalls oft als Bezeichnung der Zugehörigkeit zu dieser Gefangenenkategorie.
Zur Verfolgung vermuteter „politischer Straftaten“ wurde die Gestapo als politische Polizei bereits am Anfang der NS-Herrschaft getrennt von übrigen Aufgaben eingerichtet und ausgebaut.